# Vladiszláv horvát fejedelem
Vladiszláv, vagy Ladislas (latinul: Ladasclavus) a Tengermelléki Horvátország fejedelme volt 821-től körülbelül 835-ig.
A források Dalmácia és Liburnia hercegeként („dux Dalmatiae atque Liburnae”) említik, miután frank vazallus nagybátyját Bornát követte a trónon. Vladiszlávról a legfontosabb hírt a Frank Krónika közli, amikor Borna haláláról beszél: „Borna, Dalmácia és Liburnia hercege azonban meghalt. A nép kérésére és a császár beleegyezésével unokaöccsét/unokáját, Vladiszlávot (Ladasclavus) nevezték ki utódjának.” Ebből a szövegből nem derül ki egyértelműen, hogy Vladiszláv Borna unokaöccse vagy unokája volt, mert a latin mindkettőre a „nepos” szót használja. Nyilvánvaló azonban, hogy Vladiszláv 821-től I. Lajos frank császár vazallusa volt. Borna 821 januárja és októbere között halt meg,  a frank lázadó, Ljudevit Alsó-Pannónia hercege elleni háborúban. Bornát unokaöccse (húga által)  Vladiszláv követte, a nép akaratából és a császár jóváhagyásával. A történetírásban birodalmát Dalmát Horvátországként vagy Tengermelléki Horvátországként emlegették, ahol a Miszláv fejedelem követte a trónon.
Azt sem lehet biztosan megmondani, hogy Vladiszláv meddig uralkodott. A 835-ös évet szokták emlegetni, bár vannak olyan vélemények, hogy nagyon rövid ideig uralkodott, és már 823-ban Ljudemisl, Borna nagybátyja követte, akinél Ljudevit Posavski alsó-pannóniai herceg menedéket talált, és aki végül kivégeztette. A „Dalmácia és Horvátország hercegeinek és királyainak katalógusa” Ljudemislt mint herceget (dux) említi, Fuldai évkönyv (Annales Fuledenses) pedig azt állítja, hogy Ljudevit Ljudemisl herceghez szökött „Dalmatasba”.   Ebből egyesek arra a következtetésre jutnak, hogy Ljudemisl már csak Dalmáciát uralta, Liburniát és Gackát azonban nem.